# Franco Zucca
Franco Zucca (Trieste, 26 agosto 1952 – Trieste, 24 luglio 2022) è stato un doppiatore, attore teatrale e direttore del doppiaggio italiano.

## Biografia
Esordì sui palcoscenici di Trieste, per poi approdare nei teatri catanesi e romani.
Prestò la voce a Ben Kingsley in Schindler's List - La lista di Schindler, Raúl Juliá in La famiglia Addams e La famiglia Addams 2, Tom Wilkinson nella maggior parte dei suoi film e Pete Postlethwaite in Nel nome del padre, Grazie, signora Thatcher e Richard Jenkins in La forma dell'acqua - The Shape of Water
La sua voce è presente nei film d'animazione tra i quali A Bug's Life - Megaminimondo, Monsters & Co., L'era glaciale e La principessa e il ranocchio, fu molto attivo anche nei telefilm: tra i tanti ruoli, Reginald VelJohnson in 8 sotto un tetto, Jerry Orbach e George Dzundza in Law & Order - I due volti della giustizia, Dann Florek in Law & Order - Unità vittime speciali e Dean Stockwell in In viaggio nel tempo e  L'Uomo della Pioggia.
È morto a Trieste il 24 luglio 2022, all'età di 69 anni.

## Doppiaggio

### Film
- Tom Wilkinson in Wilde, Shakespeare in Love, Michael Clayton, Sogni e delitti, Operazione Valchiria, RocknRolla, Duplicity, 44 Inch Chest, Ladri di cadaveri - Burke & Hare, Mission: Impossible - Protocollo fantasma, The Lone Ranger, Felony, La ragazza del dipinto, Selma - La strada per la libertà, Jenny's Wedding, La verità negata, Snowden, Il ricevitore è la spia, The Happy Prince - L'ultimo ritratto di Oscar Wilde, Morto tra una settimana (o ti ridiamo i soldi)
- Bruce Dern in Haunting - Presenze, The Hole, Django Unchained, The Hateful Eight, Le nostre anime di notte, C'era una volta a... Hollywood
- Ben Kingsley in Schindler's List - La lista di Schindler, In cerca di Bobby Fischer, The Confession, L'ultima legione, War, Inc., Life
- Timothy Spall in Segreti e bugie, Intimacy - Nell'intimità, Lucky Break, Come d'incanto, Alice in Wonderland, Alice attraverso lo specchio, The Party
- Pete Postlethwaite in Nel nome del padre, Grazie, signora Thatcher, Cuori estranei, Scontro tra titani, The Town
- J. K. Simmons in Autumn in New York, Ladykillers, I Love You, Man, Laureata... e adesso?, Ricomincio da zero
- Raúl Juliá in Romero, La recluta, La famiglia Addams, La famiglia Addams 2
- Michael Gambon in Morti oscure, Omen - Il presagio, Vittoria e Abdul
- Armin Mueller-Stahl in Taxisti di notte, La forza del singolo, La promessa dell'assassino
- Bruno Ganz in The Manchurian Candidate, The Reader - A voce alta, La casa di Jack
- James Cromwell in Species II, Babe - Maialino coraggioso, Babe va in città
- Michael Caine in Rumori fuori scena, Viaggio nell'isola misteriosa
- Donald Sutherland in Il terrore dalla sesta luna, Ad Astra
- Jonathan Pryce in Americani, L'uomo che uccise Don Chisciotte
- Fred Dalton Thompson in Baby Birba - Un giorno in libertà, Un anno da ricordare
- Derek Jacobi in La bussola d'oro, La storia dell'amore
- Eddy Mitchell in Big City, Parliamo delle mie donne
- Jean-Pierre Marielle in L'esplosivo piano di Bazil, Tutti pazzi in casa mia
- Oliver Platt in 2012
- John Goodman in Molto forte, incredibilmente vicino
- James Rebhorn in Carlito's Way
- Jamey Sheridan in Il caso Spotlight
- Sam Elliott in Il grande Lebowski
- Börje Ahlstedt in Il ritorno di Buffalo Bill
- Bill Cobbs in Il grande e potente Oz
- Joaquín Cosío in Quantum of Solace
- Geoff Pierson in J. Edgar
- Gene Jones in Old Man & the Gun
- Simon Pegg in Star Wars - Il risveglio della Forza
- Erick Avari in Hachiko - Il tuo migliore amico
- Peter Michael Goetz in Il padre della sposa, Il padre della sposa 2
- Mitchell Ryan in Bugiardo bugiardo, Air Force - Aquile d'acciaio (ridoppiaggio)
- Paul Kasey in Rogue One: A Star Wars Story
- Brian Cox in Red
- Stephen Tobolowsky in Svalvolati on the road
- Bo Svenson in Kill Bill: Volume 2
- J. T. Walsh in Pleasantville
- Dennis Haysbert in Atto di fede
- M. Emmet Walsh in Cena con delitto - Knives Out
- Jerry Weintraub in Ocean's Thirteen
- Lee Wilkof in School of Rock
- Ronny Cox in Piovuta dal cielo
- Robert Englund in Nightmare 5 - Il mito
- Terence Stamp in Priscilla - La regina del deserto
- Simon McBurney in Harry Potter e i Doni della Morte - Parte 1
- Mark Ryan in Transformers - La vendetta del caduto
- David Hemmings in Mean Machine
- Ingvar Hirdwall in Uomini che odiano le donne

### Film d'animazione
- Chauncey in Teddy & Annie: i giocattoli dimenticati
- Manty in A Bug's Life - Megaminimondo
- Giacobbe in Giuseppe, il re dei sogni
- Fezziwig in Canto di Natale - Il film
- George Sanderson in Monsters & Co.
- Re Federico in Barbie Raperonzolo
- Monstar Bang in Space Jam
- Zeke in L'era glaciale
- Erik Hellstrom in Atlantis - Il ritorno di Milo
- Lawrence in La principessa e il ranocchio
- Roger in Boog & Elliot 2, Boog & Elliot 3
- Furgus in Rango
- Noe in Felix l'ultima lince
- Sciamano in Rio 2096 - Una storia d'amore e furia
- Jerry Jumbeaux in Zootropolis
- Joseph Roulin in Loving Vincent
- Rancorix in Asterix e il segreto della pozione magica
- Lord Piggot-Dunceby in Mister Link
- Lambert in Lupin III: The First

### Serie televisive e film TV
- Robert Englund in Freddy's Nightmares, Nightmare Cafe
- Brian Cox in Succession
- Bruce McGill in Rizzoli & Isles
- Mark Gibbon in Un fantafilm - Devi crescere, Timmy Turner!
- Jerry Orbach e George Dzundza in Law & Order - I due volti della giustizia
- Dean Stockwell in In viaggio nel tempo
- Reginald VelJohnson in 8 sotto un tetto,  Hart of Dixie
- Dann Florek in Law & Order - I due volti della giustizia e Law & Order - Unità vittime speciali
- Alan Arkin in Il metodo Kominsky
- David Bradley in I Medici
- Robert Picardo in Star Trek: Voyager
- Peter Donat in La signora in giallo, Time Trax
- Stuart Pankin in I dinosauri
- Tom Wilkinson in The Kennedys
- James Cosmo in Il nome della rosa
- Donald Sutherland in Moby Dick
- Mark Margolis in Better Call Saul
- Michael Gambon in Piccole donne
- Richard Chamberlain in Leverage - Consulenze illegali
- Derek Jacobi in Cadfael - I misteri dell'abbazia
- John Stahl in Il Trono di Spade
- Pierre Arditi in Benjamin Lebel - Delitti D.O.C.
- Barry Corbin in Young Sheldon
- Joel Brooks in K.C. Agente Segreto
- Mitch Pileggi in X-Files
- Michael Mendl in Dark

### Telenovelas
- Tarcisio Meira in Potere

### Cartoni animati
- Mandarino in Iron Man
- Able in Tron - La serie
- Voce narrante in La pietra dei sogni
- Jorgen Von Strangle in Due fantagenitori (st. 1-3; 6-10)
- Re Leone in Amici nella giungla
- Jean Valjean in I miserabili
- Zottornick in La principessa Sissi
- Edwards in Holly & Benji Forever
- Haruo Osugi in Terrestrial Defense Corp. Dai-Guard
- Pachacamac in Sonic X
- Skipper Riley in Cars Toons
- Tom Jumbo-Grumbo in BoJack Horseman
- Veterinaio in Il principe dei draghi
- Gatto in Trollhunters

### Videogiochi
- Membrillo e Chepito in Grim Fandango[3]
- Narratore/Consigliere del giocatore in Dungeon Keeper 2[4]
- Stregatto in Alice in Wonderland[5]
- Manty in Bottega dei giochi - A Bug's Life[6] e A Bug's Life[7]

## Filmografia
- Anna Karenina, regia di Sandro Bolchi – miniserie TV (1974)
- Il maresciallo Rocca – serie TV, episodio 2x02 (1998)